# Военно-морские силы СФРЮ
Военно-морские силы Югославии (серб. Југословенска ратна морнарица, сербохорв. Jugoslavenska ratna mornarica, сокращенно JRM, JNA) — один из видов вооружённых сил Социалистической Федеративной Республики Югославия, существовавший с 1945 по 1991 год.
В 1990 году в рядах югославского военно-морского флота служило 10 000 матросов (4400 призывников), в том числе 2300 солдат (в составе 25-ти батарей) береговой обороны и 900 морских пехотинцев в составе одной лёгкой военно-морской пехотной бригады. Главной задачей флота считалась защита береговой линии длиной в 4 тыс. км и прибрежных островов от высадки вражеских сил и недопущение блокады противником (или установления им контроля) над стратегическими проливом Отранто. Возможности подготовки флота были ограничены из-за недостатка пребывания в море и редких боевых стрельбах на учениях.

## История

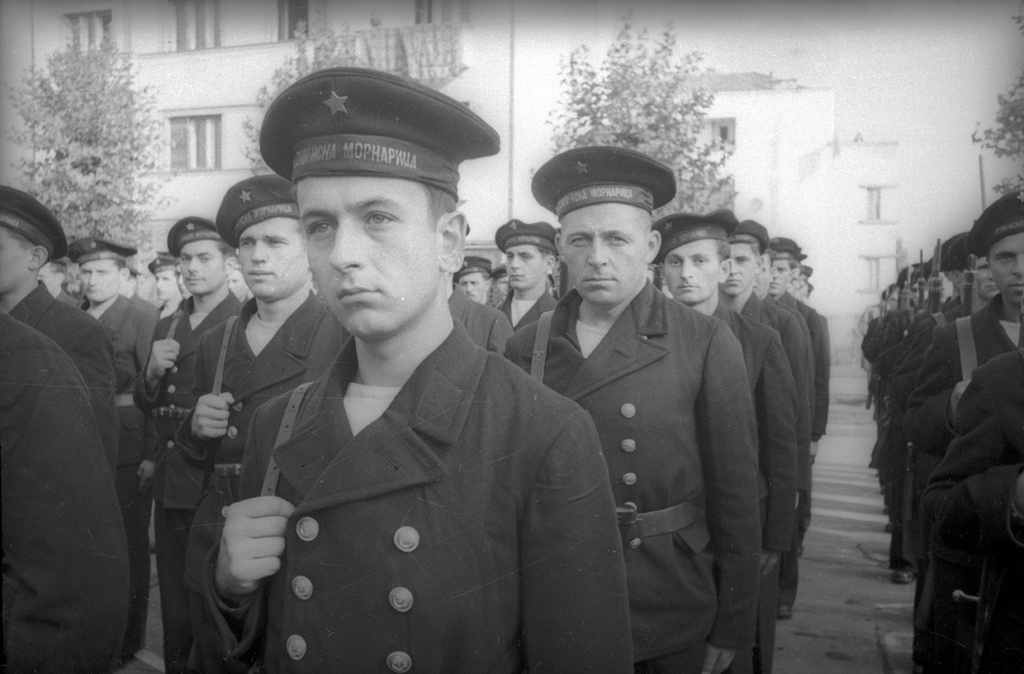
Моряки ВМС Югославии на параде, 1945 год

В годы Второй мировой войны партизаны сформировали собственный флот, в состав которого входило множество небольших лодок. Своими рейдами они беспокоили итальянские конвои в Адриатическом море. После войны в состав ВМС Югославии вошло большое число немецких и итальянских подводных лодок, эсминцев, минных тральщиков, и десантных кораблей, захваченных в ходе войны или полученных в качестве платежей по военным репарациям. Соединённые Штаты Америки передали в конце 1940-х годов восемь торпедных катеров, но большинство из них вскоре устарело. Состав военно-морских сил был обновлён в 1960-е годы, после приобретения у Советского Союза десяти ракетных катеров класса «Оса-I» и четырёх торпедных катеров класса «Шершень». СССР также предоставил лицензию на постройку одиннадцати дополнительных торпедных катера класса «Шершень» на югославских верфях, специально достроенных для выполнения данной цели.
В 1980 и 1982 годах флот Югославии получил два советских фрегата класса «Кони». В 1988 году по лицензии были оснащены ещё два фрегата. Фрегаты класса «Кони» были вооружены четырьмя советскими ракетными пусковыми установками СС-Н-2B класса «земля-земля», двойной зенитно-ракетной пусковой установкой SA-N-4 и противолодочными ракетными пусковыми установками. В 1960-х было начато производство собственных подлодок. В 1990 году главные силы подводного флота состояли из трёх патрульных подлодок класса «Герой», вооружённых 533-мм торпедами. Две меньших подлодки класса «Сава» начали службу в конце 1970-х годов. В 1990 две подводные лодки класса «Сутьеска» были переведены в статус учебных судов и использовались для тренировки ракетных расчётов. В то же время военно-морской флот, по-видимому, перешёл к строительству универсальных миниатюрных подводных лодок. В конце 1980-х годах были введены в эксплуатацию четыре миниатюрных подлодки Уна-класса и четыре средства доставки боевых пловцов Мало-класса. Они были построены для подводных диверсионных групп (подрывников) и специальных сил. Подлодка Уна-класс перевозит пятерых членов экипажа, восемь боевых пловцов, четыре средства доставки пловцов Мала и магнитные мины. Средство доставки Мала, в свою очередь, перевозит двоих пловцов и 250 килограмм мин.
Военно-морской флот располагал десятью ракетными катерами класса «Оса-I» и шестью ракетными катерами класса «Раде Кончар». Катера класса «Оса-I» были вооружены четырьмя ракетными пусковыми установками СС-Н-2A класса «земля-земля». В 1990 году планировалось заменить отечественные катера класса «Кобра» на катера класса «Оса-I». Катера класса «Кобра» были вооружены четырьмя ракетными пусковыми установками СС-Н-2C или восемью шведскими противокорабельными ракетными пусковыми установками RBS-15. Вооружённые двумя ракетными пусковыми установками СС-Н-2B, катера класса «Кончар» были построены по шведской модели «Спика». Пятнадцать торпедных катеров класса «Топсидер» включали четыре бывших советских катера класса Шершень и одиннадцать катеров, построенных в Югославии.
Патрульные катера были предназначены в первую очередь для противолодочной обороны. Их список включал три корвета класса Морнар вооружённых противолодочными ракетными пусковыми установками и глубинными бомбами. Морнар-класс был основан на французской модели середины 1950-х годов. ВМС также располагали семнадцатью береговыми патрульными катерами класса Мирна и тринадцатью старыми противолодочными охотниками класса Кральевич.
Доктрина ВМС включала в 1990 году ведение минной войны и осуществление адекватных ответных контрмер. Для этих целей были предназначены четыре береговых минных охотника класса «Вуков Кланац», построенных по французской модели, четыре британских береговых минных тральщиков типа «Хэм» и шесть прибрежных минных тральщиков класса 117, построенных на отечественных верфях. Большое число более старых и худших минных тральщиков, в основном, использовалось на реках. Другие старые корабли использовались в качестве минных заградителей. ВМС использовали десантные судна для поддержку военных операций на реках Дунай, Сава и Драва. Они включали как десантные так штурмовые корабли. В 1990 году на службе состояло четыре десантных корабля класса 501, десять класса 211 и двадцать пять класса 601. Большинство из этих судов могли ставить минные заграждения на реках и участках моря близ берегов.
На вооружении батарей береговой артиллерии состояли как ракетные пусковые установки класса «земля-земля» так и пушки. Ракетные части береговой обороны состояли из пусковых установок советской постройки СС-C-3 и передвижных противокорабельных ракетных установок отечественного производства на гусеничном ходу Бром (отечественный вариант советской SS-N-2). Береговая артиллерия включала свыше четырёхсот 88-мм, 122-мм, 130-мм и 152-мм орудий, полученных от Советского Союза, Соединённых Штатов, послевоенной Германии и югославских производителей.
В ноябре 1991 года во время войны в Хорватии имели место бои между береговой обороной ВМС Хорватии и кораблями ВМС Югославии вблизи морского порта Сплит и островов Шолта, Брач, Хвар и Корчула

## Организационный состав
В ведении военно-морского флота, действующего в Адриатическом море, находилось около восьмидесяти кораблей малоглубинного флота: фрегатов, корветов, подлодок, тральщиков, ракетных, торпедных и патрульный катеров. Всё побережье Югославия являлось частью военно-морского региона со штаб-квартирой в Сплите. Военно-морской регион был разделён на три меньших военно-морских района, к нему также относилась речная флотилия, главные базы которой располагались в городах Сплит, Шибеник, Пула, Плоче и Котор (для побережья Адриатического моря) и в Нови-Саде для реки Дунай. Корабли флота были организованы в бригады ракетных, торпедных, и патрульных катеров; дивизион подводных лодок и флотилии тральщиков. Военно-морской боевой ордер состоял из четырёх фрегатов, трёх корветов, пяти-восьми ракетных, торпедных и патрульных катеров и двадцати восьми тральщиков. Военно-морской флот был обеспечен поддержкой одного эскадрона противолодочных вертолётов югославских ВВС базировавшегося в Дивулье на побережье Адриатики и предназначенного для береговых операций. Он состоял из советских вертолётов Ка-25, Ка-28 и Ми-8 и вертолётов «Газель» отечественного производства. Некоторая часть боевых самолётов ВВС Югославии и вспомогательные эскадроны обеспечивали поддержку военно-морских операций.
После распада СФР Югославии примерно 20 % флота отошло к ВМФ Хорватии, а менее 80 % — Союзной республике Югославия (а впоследствии союзу Сербии и Черногории). Также после 1991 года были потеряны военно-морские базы Сплит, Шибеник и Пула, а также большая часть судостроительных и судоремонтных предприятий. На командующего ВМС Союзной республики Югославия одновременно были возложены обязанности начальника военно-морского района «Бока».
12-я военно-морская пехотная бригада (Морнаричка Пешадијска бригада) была частью югославского флота до 4 февраля 2003, когда она перешла в ведение флота союза Сербии и Черногории. Штаб бригады располагался в 8-м военно-морском секторе (город Сплит), позднее штаб переместился в Котор, прибрежный город Черногории. Небольшая часть морской пехоты располагалась в Нови-Саде на Дунае. Бригада состояла из 900—2000 человек, организованных в 2-3 батальона. Ввиду многонационального состава бригада распалась при распаде Югославии, наибольшая часть бригады окончательно переместилась в Черногорию. В настоящее время бригада расформирована. В составе ВМС Черногории имеется отряд морского спецназа (Pomorski odred — Specijalne snage) — возможно, он состоит из остатков 12-й бригады морской пехоты.
Первого апреля 2005 года была расформирована 88-я флотилия подводных лодок (88. Flotila podmornica). После распада союза Сербии и Черногории (окончательного распада Югославии) весь югославский флот на Адриатике вместе с береговой инфраструктурой перешёл под контроль Черногории, а потерявшая выход к морю Сербия сохранила только речную флотилию на Дунае. В 2007 году была расформирована 108-я ракетная бригада береговой обороны, гидрографический институт ВМФ в Лепетане и военно-морской испытательный центр югославского флота. Семь ракетных систем Рубеж-Э из бывшей 108-й ракетной бригады и 5 ракетных катеров типа Оса были проданы Египту, имущество бывшего испытательного центра ВМФ передано техническому испытательному центру сербской армии, а главная военно-морская база Югославии в городе Тиват (носившая название Арсенал) продана канадскому бизнесмену Питеру Манку за 3,2 миллиона евро. Всего Черногория выставила на продажу 900 наименований вооружений бывшего югославского флота: две подводные лодки проекта P-831 Sava и одну подводную лодку P-832 Drava, фрегат VPB 33, минный заградитель DMB-241, пять малых подлодок P-911, противокорабельные комплексы «Рубеж-Э» и «Стикс», зенитный ракетный комплекс «Оса-М», морские мины, 122-миллиметровые береговые гаубицы и прочее (однако продать удалось далеко не всё). После распада союза Сербии и Черногории большая часть югославского флота после неудачных попыток продажи была отправлена на металлолом. Из состава флота были выведены все подводные лодки, а также 2 из 4 фрегатов. Уцелевшие корабли вошли в состав ВМФ Черногории.

### Пункты базирования
Югославский флот имел базы в городах Тиват, Зеленика, Биела и Кумбор.

### Береговая оборона
После окончательного развала Югославии 7 противокорабельных комплексов «Рубеж-З» проданы Египту, 2 комплекса находятся в Черногории и один в Хорватии. После распада СФР Югославии большая часть береговой артиллерии осталась в Хорватии. ВМФ СР Югославия отошло 80 орудий различных калибров. После распада СиЧ Черногория оставила 12 береговых гаубиц, а остальные отправила на металлолом. В Хорватии в настоящее время 168 артиллерийских орудий (21 батарея) и 3 ракетных батареи.

### Корабельный состав
| Тип                                                   | Тактический номер | Наименование              | В составе флота | Выведен из состава флота               | Состояние                                             | Примечания                                                                               |
| Подводные лодки                                       | Подводные лодки   | Подводные лодки           | Подводные лодки | Подводные лодки                        | Подводные лодки                                       | Подводные лодки                                                                          |
| ----------------------------------------------------- | ----------------- | ------------------------- | --------------- | -------------------------------------- | ----------------------------------------------------- | ---------------------------------------------------------------------------------------- |
| подводные лодки типа «Храбри»                         | П-801             | «Тара»                    | с               |                                        | разрезана на металлолом                               | бывшая «Небойша»                                                                         |
| подводная лодка типа «Тритоне»                        | П-802             | «Сава»                    | с               |                                        | разрезана на металлолом                               | бывшая «Наутилё»                                                                         |
| подводная лодка типа CB                               | П-901             | «Малишан»                 | с               |                                        | разрезана на металлолом                               | бывшая CB-20                                                                             |
| подводная лодка типа «Сутьеска»                       | П-811             | «Неретва»                 | с               |                                        | разрезана на металлолом                               |                                                                                          |
| подводная лодка типа «Сутьеска»                       | П-812             | «Сутеска»                 | с               |                                        | разрезана на металлолом                               |                                                                                          |
| подводная лодка типа «Херой»                          | П-821             | «Херой»                   | с               |                                        | в музее Тивата                                        |                                                                                          |
| подводная лодка типа «Херой»                          | П-822             | «Юнак»                    | с               |                                        | разрезана на металлолом                               |                                                                                          |
| подводная лодка типа «Херой»                          | П-823             | «Ускок»                   | с               |                                        | разрезана на металлолом                               |                                                                                          |
| подводная лодка типа «Сава»                           | П-831             | «Сава»                    | с               |                                        | разрезана на металлолом                               |                                                                                          |
| подводная лодка типа «Сава»                           | П-832             | «Драва»                   | с               |                                        | разрезана на металлолом                               |                                                                                          |
| подводная лодка типа «Уна»                            | П-911             | «Тиса»                    | с 1985          | 1997/2001                              | в музее науки и технологии Белграда с 2018 года       |                                                                                          |
| подводная лодка типа «Уна»                            | П-912             | «Уна»                     | с 1986          | 1997/2001                              | в музее Порто-Монтенегро, Черногория                  |                                                                                          |
| подводная лодка типа «Уна»                            | П-913             | «Зета»                    | с 1987          | 2005                                   | в музее Военно-исторического парка Пивка, Словения    |                                                                                          |
| подводная лодка типа «Уна»                            | П-914             | «Соча»                    | с 1987          | 2001/2005                              | законсервирована после вывода из состава ВМФ Хорватии |                                                                                          |
| подводная лодка типа «Уна»                            | П-915             | «Купа»                    | с 1989          | 2003                                   | разрезана на металлолом в 2008                        |                                                                                          |
| подводная лодка типа «Уна»                            | П-916             | «Вардар»                  | с 1989          | 2005                                   | на стоянке на базе Пристан ВМС Черногории             |                                                                                          |
| подводное транспортное средство типа «Мала»           | '                 | '                         | с               |                                        |                                                       |                                                                                          |
| Фрегаты                                               |                   |                           |                 |                                        |                                                       |                                                                                          |
| сторожевой корабль проекта 1159                       | ВПБР-31           | «Сплит»                   | с               |                                        | разрезан на металлолом в августе 2013 года            |                                                                                          |
| сторожевой корабль проекта 1159                       | ВПБР-32           | «Копер»                   | с               |                                        | разрезан на металлолом в конце 2007 года              |                                                                                          |
| фрегат типа «Котор»                                   | ВПБР-33           | «Котор»                   | с               |                                        | в составе ВМФ Черногории                              |                                                                                          |
| фрегат типа «Котор»                                   | ВПБР-34           | «Пула»                    | с               |                                        | в составе ВМФ Черногории                              |                                                                                          |
| Минно-тральные корабли                                |                   |                           |                 |                                        |                                                       |                                                                                          |
|                                                       |                   | «Вуков Кланац»            | '               | с                                      |                                                       |                                                                                          |
|                                                       |                   | «Хэм»                     | '               | с                                      |                                                       |                                                                                          |
| Десантные корабли                                     |                   |                           |                 |                                        |                                                       |                                                                                          |
| Десантный корабль класса «Силба» - минный заградитель |                   | «Силба»                   | '               | с                                      |                                                       | затонула 6 февраля 2023 года в результате шторма вместе с военным водовозом PV-17 «Alga» |
|                                                       | DTM229            | '                         | с               |                                        |                                                       |                                                                                          |
| Ракетные катера с артиллерийским вооружением          |                   |                           |                 |                                        |                                                       |                                                                                          |
| ракетный катер типа «Кончар»                          | RTOP-401          | «Раде Кончар»             | с               |                                        | в составе ВМФ Черногории                              |                                                                                          |
| ракетный катер типа «Кончар»                          | RTOP-402          | «Владо Четкович»          | с               |                                        |                                                       |                                                                                          |
| ракетный катер типа «Кончар»                          | RTOP-403          | «Рамиз Садику»            | с               |                                        | Разрезан в арсенале г. Тиват                          |                                                                                          |
| ракетный катер типа «Кончар»                          | RTOP-404          | «Хасан Закирович-Лаца»    | с               |                                        | в составе ВМФ Черногории                              |                                                                                          |
| ракетный катер типа «Кончар»                          | RTOP-405          | «Йордан Николов-Орце»     | с               |                                        | в составе ВМФ Черногории                              |                                                                                          |
| ракетный катер типа «Кончар»                          | RTOP-406          | «Анте Банина»             | с               |                                        | в составе ВМФ Черногории                              |                                                                                          |
| Ракетные катера быстроходные                          |                   |                           |                 |                                        |                                                       |                                                                                          |
| ракетный катер типа «Оса»                             | RČ-301            | «Митар Ацев»              | с               |                                        | в середине 1990-х потоплен в качестве учебной цели    |                                                                                          |
| ракетный катер типа «Оса»                             | RČ-302            | «Владо Багат»             | с               | в середине 1990-х снят с боевой службы |                                                       |                                                                                          |
| ракетный катер типа «Оса»                             | RČ-303            | «Петар Драпшин»           | с               | в середине 1990-х снят с боевой службы |                                                       |                                                                                          |
| ракетный катер типа «Оса»                             | RČ-304            | «Степан Филипович-Стево»  | с               |                                        | продан Египту                                         |                                                                                          |
| ракетный катер типа «Оса»                             | RČ-305            | «Жикица Йованович-Шпанац» | с               |                                        | продан Египту                                         |                                                                                          |
| ракетный катер типа «Оса»                             | RČ-306            | «Никола Мартинович»       | с               |                                        | продан Египту                                         |                                                                                          |
| ракетный катер типа «Оса»                             | RČ-307            | «Йосип Мажар-Шоша»        | с               |                                        | продан Египту                                         |                                                                                          |
| ракетный катер типа «Оса»                             | RČ-308            | «Карло Ройц»              | с               |                                        | продан Египту                                         |                                                                                          |
| ракетный катер типа «Оса»                             | RČ-309            | «Франц Розман-Стане»      | с               | в середине 1990-х снят с боевой службы |                                                       |                                                                                          |
| ракетный катер типа «Оса»                             | RČ-310            | «Велимир Шкорпик»         | с               |                                        |                                                       | остался в Хорватии                                                                       |
| Сторожевые катера                                     |                   |                           |                 |                                        |                                                       |                                                                                          |
| Класс C-80                                            | PČ-132            | «Калник»                  | с               |                                        |                                                       |                                                                                          |
| Класс C-80                                            | PČ-133            | «Велебит»                 | с               |                                        |                                                       |                                                                                          |
| Класс C-80                                            | PČ-134            | «Романия»                 | с               |                                        |                                                       |                                                                                          |
| Класс C-80                                            | PČ-135            | «Триглав»                 | с               |                                        |                                                       |                                                                                          |
| Класс C-80                                            | PČ-136            | «Ловчен»                  | с               |                                        |                                                       |                                                                                          |
| сторожевой катер типа «Мирна»                         | PČ-171            | «Биоково»                 | с               |                                        |                                                       | остался в Хорватии                                                                       |
| сторожевой катер типа «Мирна»                         | PČ-172            | «Похорье»                 | с               |                                        |                                                       | используется Черногорией для туризма                                                     |
| сторожевой катер типа «Мирна»                         | PČ-173            | «Копривник»               | с               |                                        |                                                       | используется Черногорией для туризма                                                     |
| сторожевой катер типа «Мирна»                         | PČ-174            | «Учка»                    | с               |                                        |                                                       | на службе черногорской полиции                                                           |
| сторожевой катер типа «Мирна»                         | PČ-175            | «Грмеч»                   | с               |                                        |                                                       | продан частному лицу                                                                     |
| сторожевой катер типа «Мирна»                         | PČ-176            | «Мукос»                   | с               |                                        |                                                       | остался в Хорватии                                                                       |
| сторожевой катер типа «Мирна»                         | PČ-177            | «Фрушка гора»             | с               |                                        |                                                       | используется Черногорией для туристов                                                    |
| сторожевой катер типа «Мирна»                         | PČ-178            | «Кошмай»                  | с               |                                        |                                                       | на службе черногорской полиции                                                           |
| сторожевой катер типа «Мирна»                         | PČ-179            | «Зеленгора»               | с               |                                        |                                                       | продан частному лицу                                                                     |
| сторожевой катер типа «Мирна»                         | PČ-180            | «Цер»                     | с               |                                        |                                                       | остался в Хорватии                                                                       |
| сторожевой катер типа «Мирна»                         | PČ-181            | «Дурмитор»                | с               |                                        |                                                       | остался в Хорватии                                                                       |
| Учебные корабли                                       |                   |                           |                 |                                        |                                                       |                                                                                          |
|                                                       |                   | «Галеб»                   | с               |                                        |                                                       |                                                                                          |
|                                                       |                   | Ядран                     | с               |                                        |                                                       | в составе ВМФ Черногории                                                                 |
| Речной флот                                           |                   |                           |                 |                                        |                                                       |                                                                                          |
| Флагман флота                                         | RPB-30            | «Козара»                  | с               |                                        |                                                       |                                                                                          |
| Станция для размагничивания                           |                   | «Шабац»                   | с               |                                        |                                                       |                                                                                          |
| Речные тральщики                                      |                   |                           |                 |                                        |                                                       |                                                                                          |
| Класс «Нештин» Югославия                              | RML-331           | «Нештин»                  | с               |                                        |                                                       |                                                                                          |
| Класс «Нештин» Югославия                              | RML-332           | «Мотайича»                | с               |                                        |                                                       | на службе в речной флотилии ВС Сербии                                                    |
| Класс «Нештин» Югославия                              | RML-333           | «Белегиш»                 | с               |                                        |                                                       | продан туристическим агентствам                                                          |
| Класс «Нештин» Югославия                              | RML-334           | «Босут»                   | с               | разобран на запчасти                   |                                                       |                                                                                          |
| Класс «Нештин» Югославия                              | RML-335           | «Вушедол»                 | с               |                                        |                                                       | на службе в речной флотилии ВС Сербии                                                    |
| Класс «Нештин» Югославия                              | RML-336           | «Дьедап»                  | с               |                                        |                                                       | на службе в речной флотилии ВС Сербии                                                    |
| Класс 307                                             | RML-307           | '                         | с               |                                        |                                                       |                                                                                          |
| Класс 307                                             | RML-308           | '                         | с               |                                        |                                                       |                                                                                          |
| Класс 307                                             | RML-309           | '                         | с               |                                        |                                                       |                                                                                          |
| Класс 307                                             | RML-310           | '                         | с               |                                        |                                                       |                                                                                          |
| Речные патрульные катера                              |                   |                           |                 |                                        |                                                       |                                                                                          |
| Класс 21 Югославия                                    | ČMP-21            | '                         | с               |                                        |                                                       |                                                                                          |
| Класс 21 Югославия                                    | ČMP-22            | '                         | с               |                                        |                                                       |                                                                                          |
| Класс 21 Югославия                                    | ČMP-23            | '                         | с               |                                        |                                                       |                                                                                          |
| Класс 21 Югославия                                    | ČMP-24            | '                         | с               |                                        |                                                       |                                                                                          |
| Класс 25 Югославия                                    | ČMP-25            | '                         | с               |                                        |                                                       |                                                                                          |
| Класс 25 Югославия                                    | ČMP-26            | '                         | с               |                                        |                                                       |                                                                                          |
| Класс 25 Югославия                                    | ČMP-27            | '                         | с               |                                        |                                                       |                                                                                          |
| Класс 302 Югославия                                   | PČ-302            | '                         | с               |                                        |                                                       |                                                                                          |
| Класс 302 Югославия                                   | PČ-303            | '                         | с               |                                        |                                                       |                                                                                          |
| Штурмовые катера                                      |                   |                           |                 |                                        |                                                       |                                                                                          |
| Класс 10 Югославия                                    | DČ-101            | '                         | с               |                                        |                                                       |                                                                                          |
| Класс 10 Югославия                                    | DČ-102            | '                         | с               |                                        |                                                       |                                                                                          |

## Флаги кораблей и судов
| Флаг | Гюйс | Вымпел боевых кораблей |
| ---- | ---- | ---------------------- |
|      |      | нет данных             |

### Флаги должностных лиц
| политкомиссар ВМФ | политкомиссар флота | политкомиссар бригады |
| ----------------- | ------------------- | --------------------- |
|                   |                     |                       |

## Знаки различия

### Адмиралы и офицеры
| Категории               | Адмиралы      | Адмиралы | Адмиралы      | Адмиралы        | Офицеры              | Офицеры            | Офицеры            | Офицеры               | Офицеры           | Офицеры          | Офицеры           |
| ----------------------- | ------------- | -------- | ------------- | --------------- | -------------------- | ------------------ | ------------------ | --------------------- | ----------------- | ---------------- | ----------------- |
|                         |               |          |               |                 |                      |                    |                    |                       |                   |                  |                   |
| Югославское звание      | Адмирал флоте | Адмирал  | Вице- адмирал | Контра- адмирал | Капетан бојног брода | Капетан фрегате    | Капетан корвете    | Поручник бојног брода | Поручник фрегате  | Поручник корвете | Потпоручник       |
| Российское соответствие | Адмирал флота | Адмирал  | Вице-адмирал  | Контр-адмирал   | Капитан 1-го ранга   | Капитан 2-го ранга | Капитан 3-го ранга | Капитан-лейтенант     | Старший лейтенант | Лейтенант        | Младший лейтенант |

### Подофицеры и матросы
| Категории               | Подофицеры           | Подофицеры | Подофицеры                | Подофицеры                   | Подофицеры        | Подофицеры       | Mатросы           | Mатросы           | Mатросы        | Mатросы |
| ----------------------- | -------------------- | ---------- | ------------------------- | ---------------------------- | ----------------- | ---------------- | ----------------- | ----------------- | -------------- | ------- |
|                         |                      |            |                           |                              |                   |                  |                   |                   |                |         |
| Югославское звание      | Заставник прве класе | Заставник  | Старији водник прве класе | Старији водник               | Водник прве класе | Водник           | Млађи водник      | Десетар           | Разводник      | Морнар  |
| Российское соответствие | Старший мичман       | Мичман     | нет                       | Главный корабельный старшина | нет               | Главный старшина | Старшина 1 статьи | Старшина 2 статьи | Старший матрос | Матрос  |

### Знаки на головные уборы

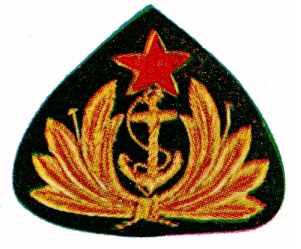
Кокарда офицерского состава ВМС СФР Югославии
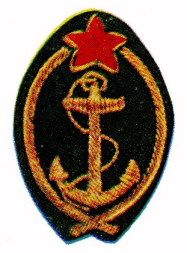
Кокарда подофицерского состава ВМС СФР Югославии
Нашивка рядового состава ВМС СФРЮ